# O Local do Crime
Le Lieu du crime (bra/prt: O Local do Crime) é um filme francês de 1986, do gênero drama, dirigido por André Téchiné.

## Elenco
- Catherine Deneuve : Lili
- Wadeck Stanczak : Martin
- Victor Lanoux : Maurice
- Nicolas Giraudi : Thomas
- Danielle Darrieux : a avó
- Jacques Nolot : Sorbier
- Jean Bousquet : o avô
- Claire Nebout : Alice
- Jean-Claude Adelin : Luc
- Philippe Landoulsi : o inspector

## Prémios e nomeações
| Prêmio                  | Categoria                    | Recipiente    | Resultado |
| ----------------------- | ---------------------------- | ------------- | --------- |
| Festival de Cannes 1986 | Palma de Ouro (melhor filme) | Alain Terzian | Indicado  |

## Sinopse
Thomas, um rapaz de catorze anos com uma imaginação muito inventiva, vive com a sua avó e a sua mãe, Lili, a qual se encontra separada do seu marido Maurice. Um dia, um estranho estrangeiro, Martin, entra brutalmente na vida de Thomas e de Lili.